# Тшебятув
Тшебя́тув (пол. Trzebiatów), Трептов-на-Реге (нем. Treptow an der Rega) — город в Польше, входит в Западно-Поморское воеводство, Грыфицкий повят. Имеет статус городско-сельской гмины. Занимает площадь 10,00 км². Население — 10 229 человек (на 2013 год).

## Галерея

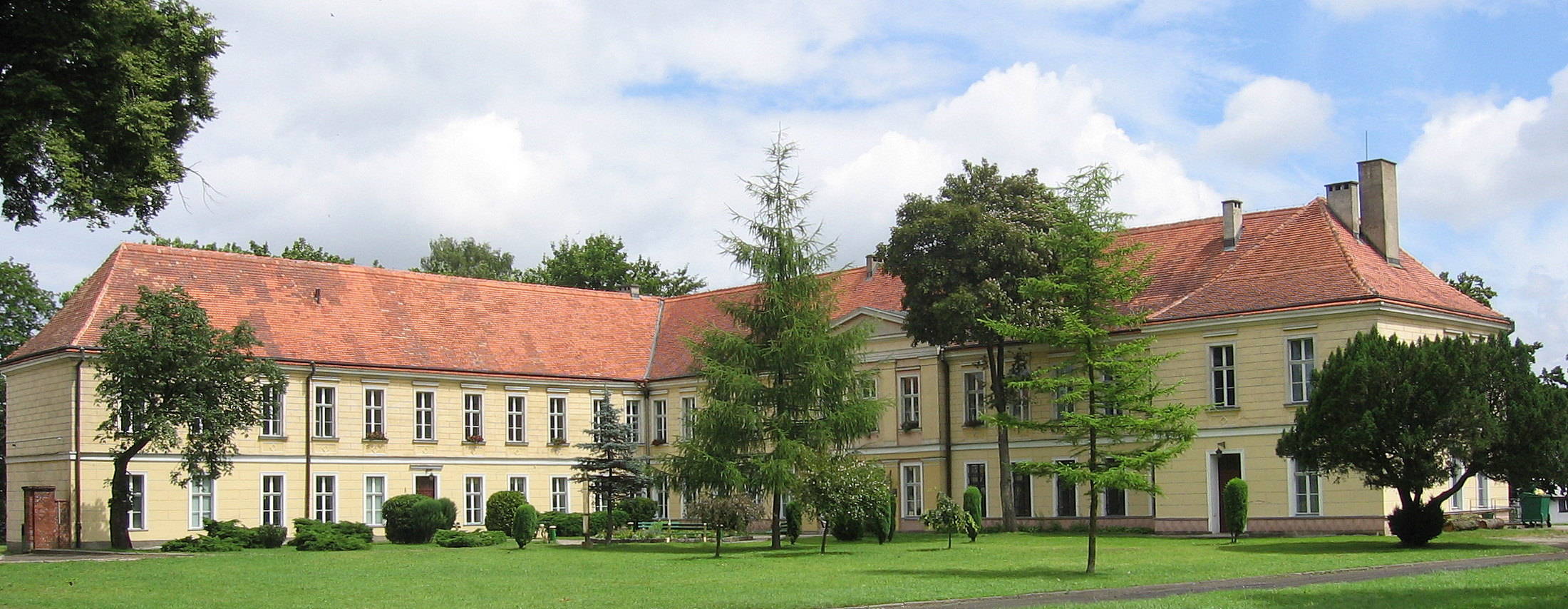
Трептовский замок
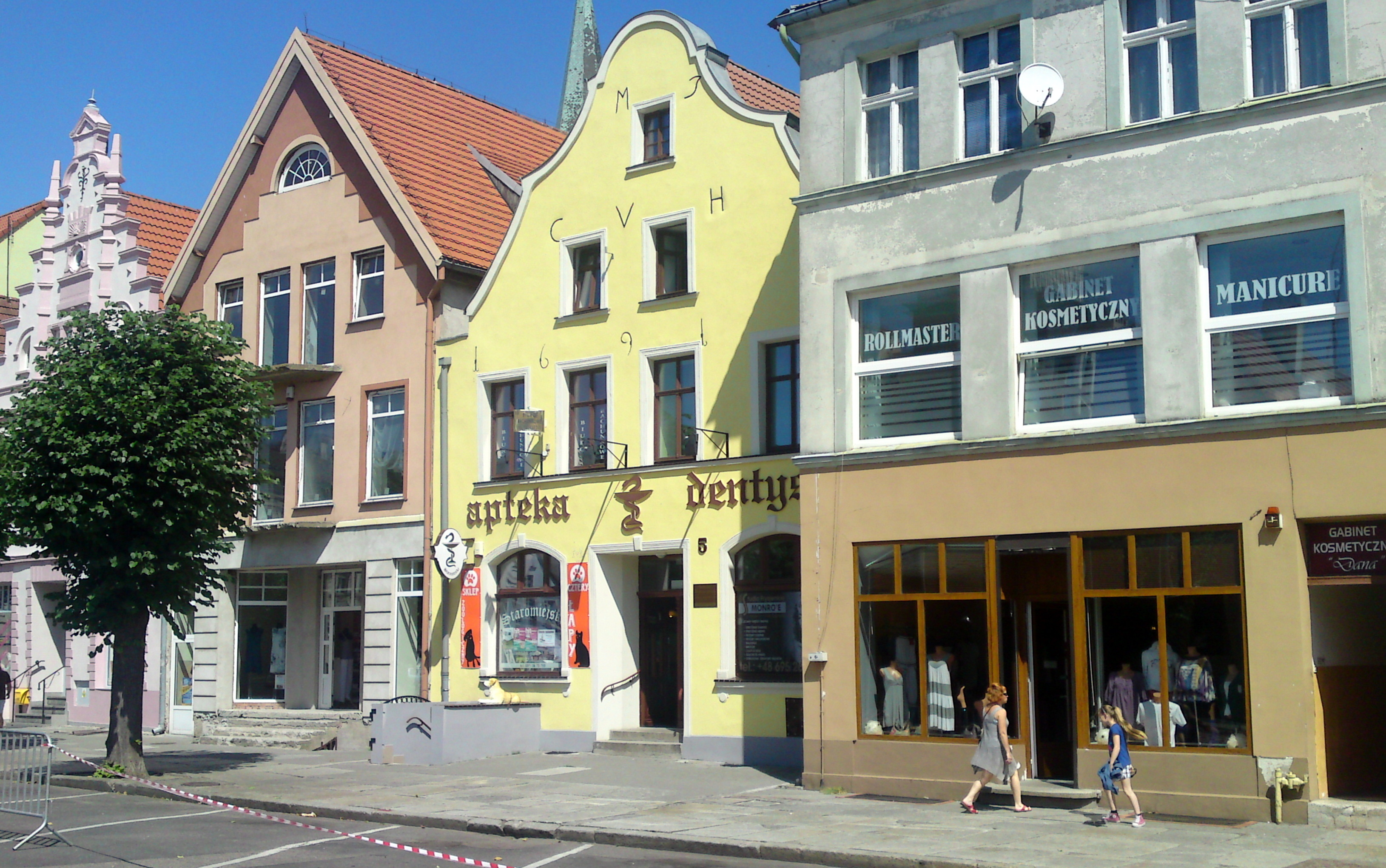
Старинные дома
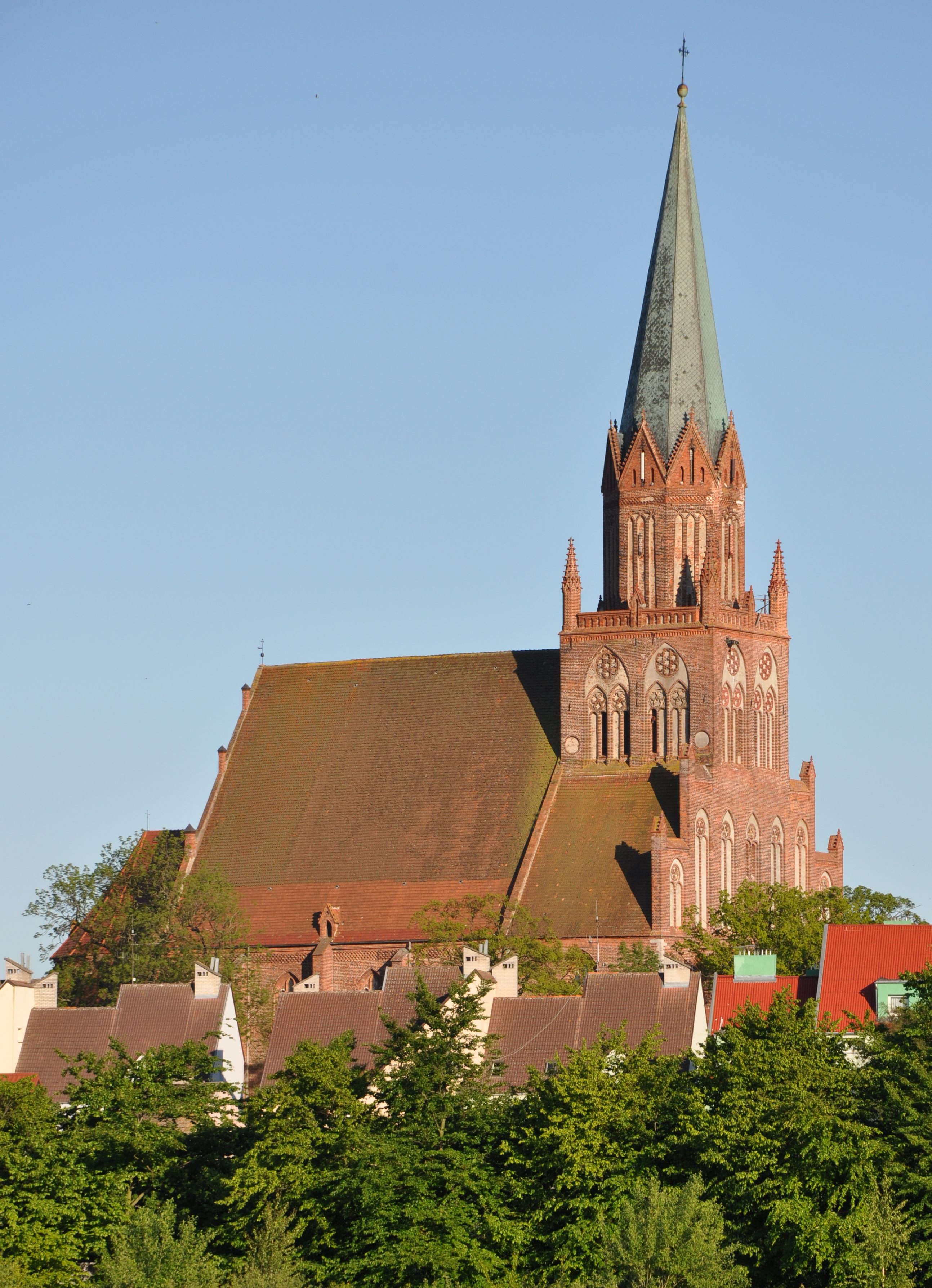
Церковь
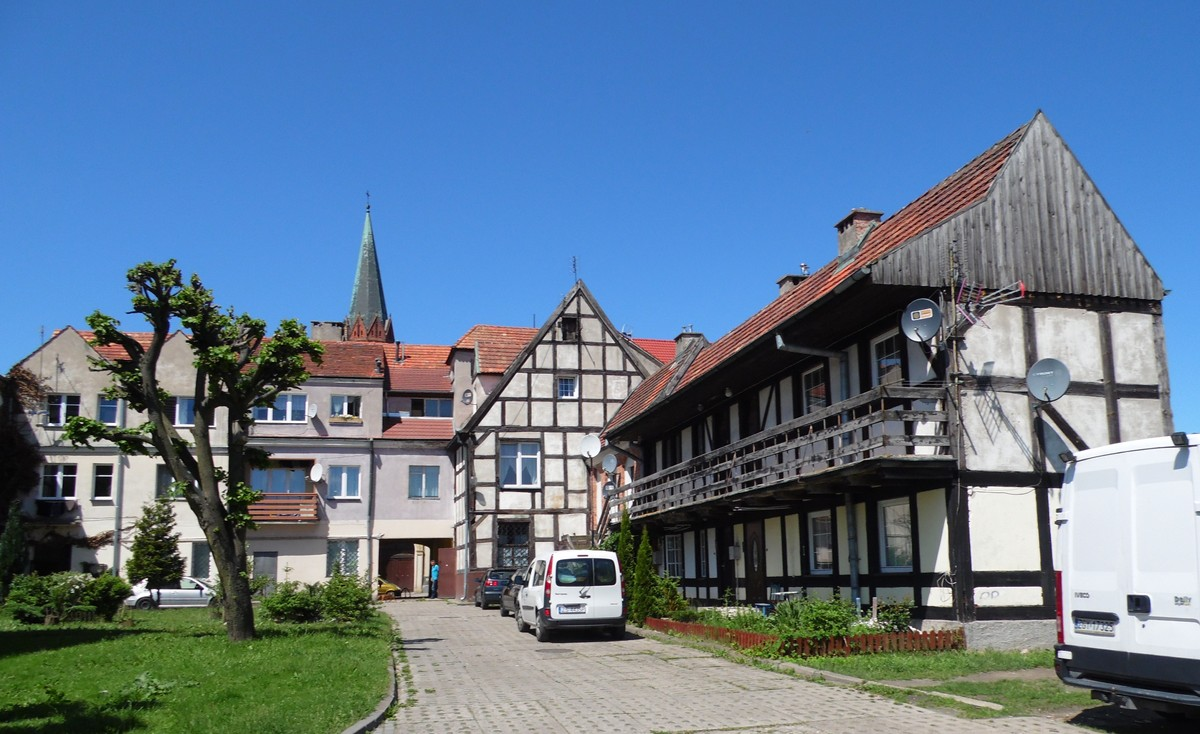
Фахверковые дома
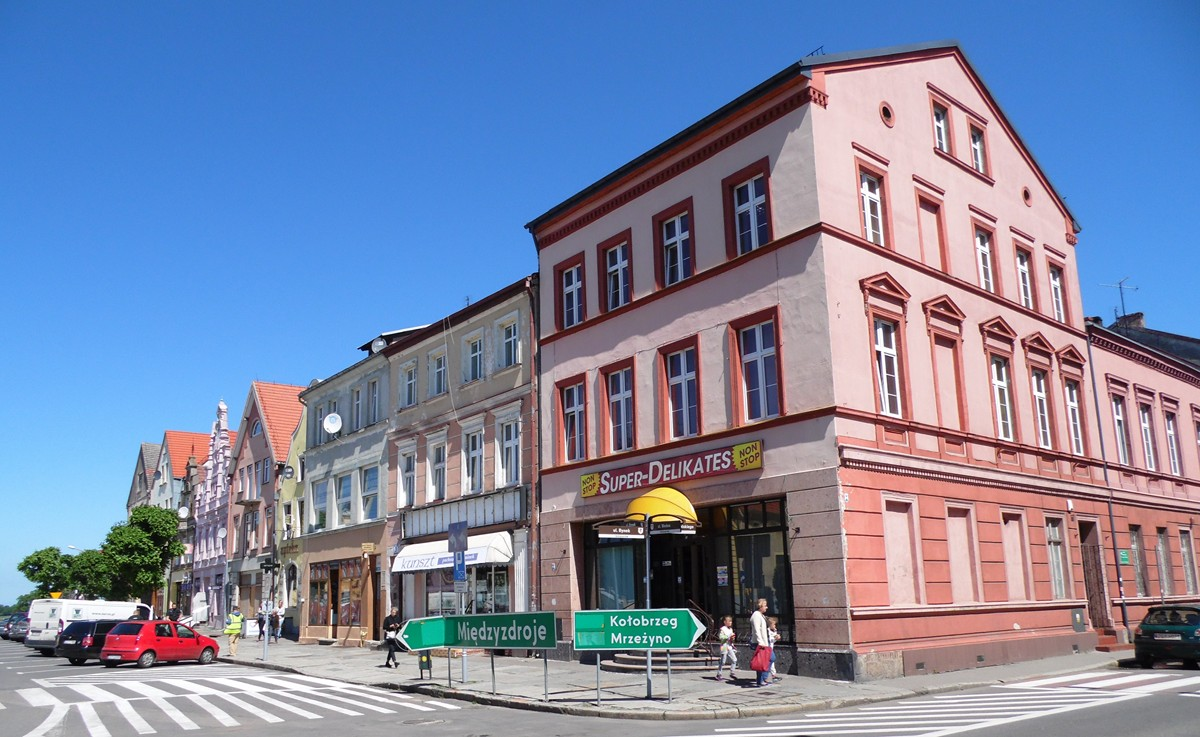
Улица и старинные дома
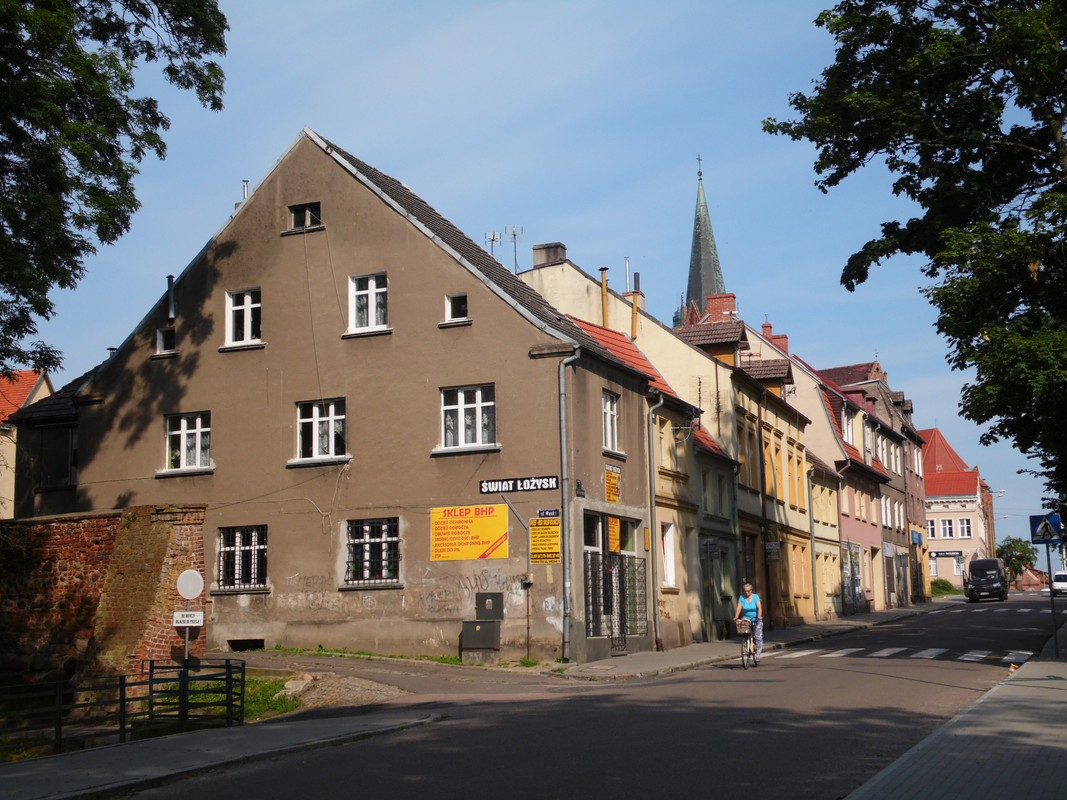
Старый дом
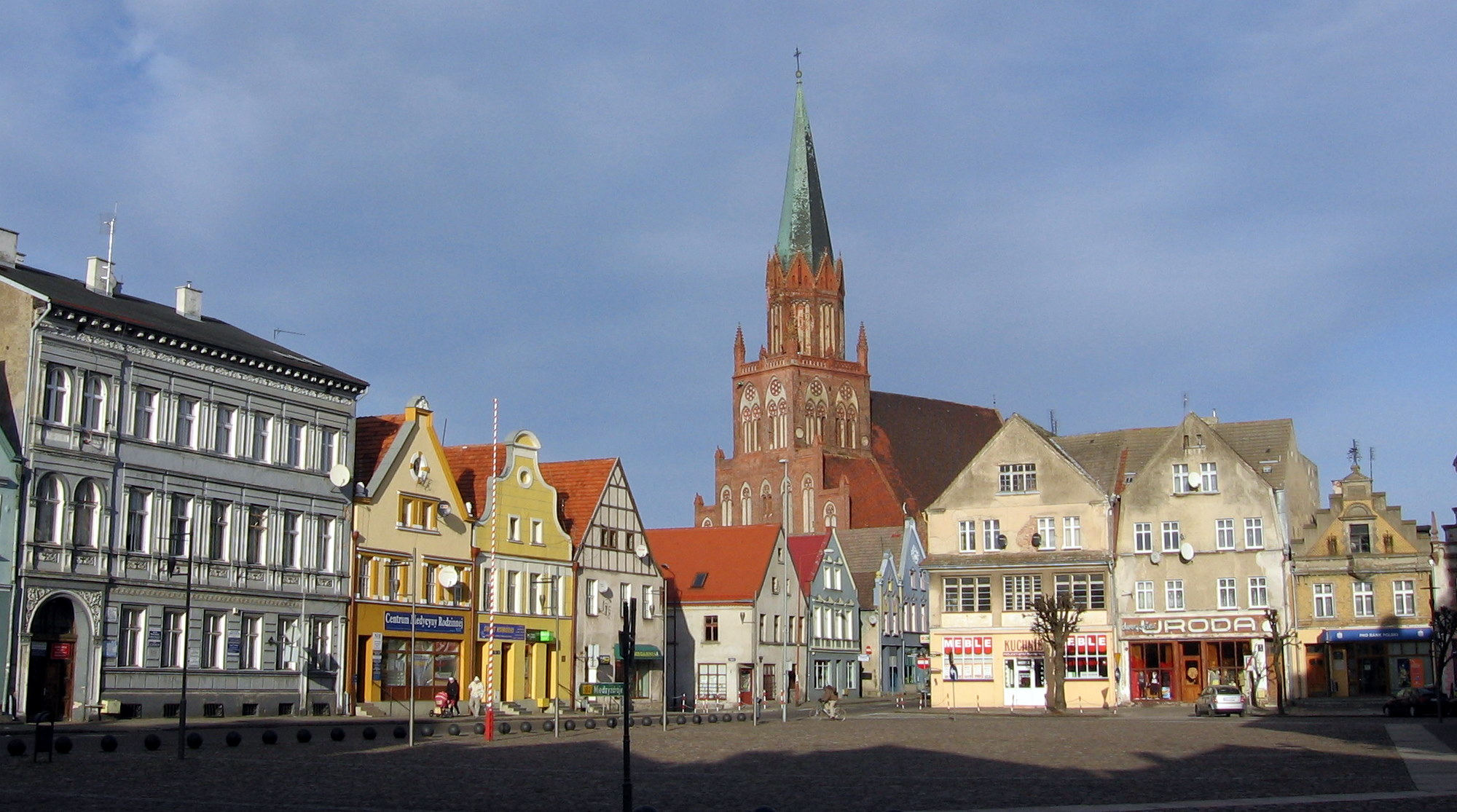
Рыночная площадь
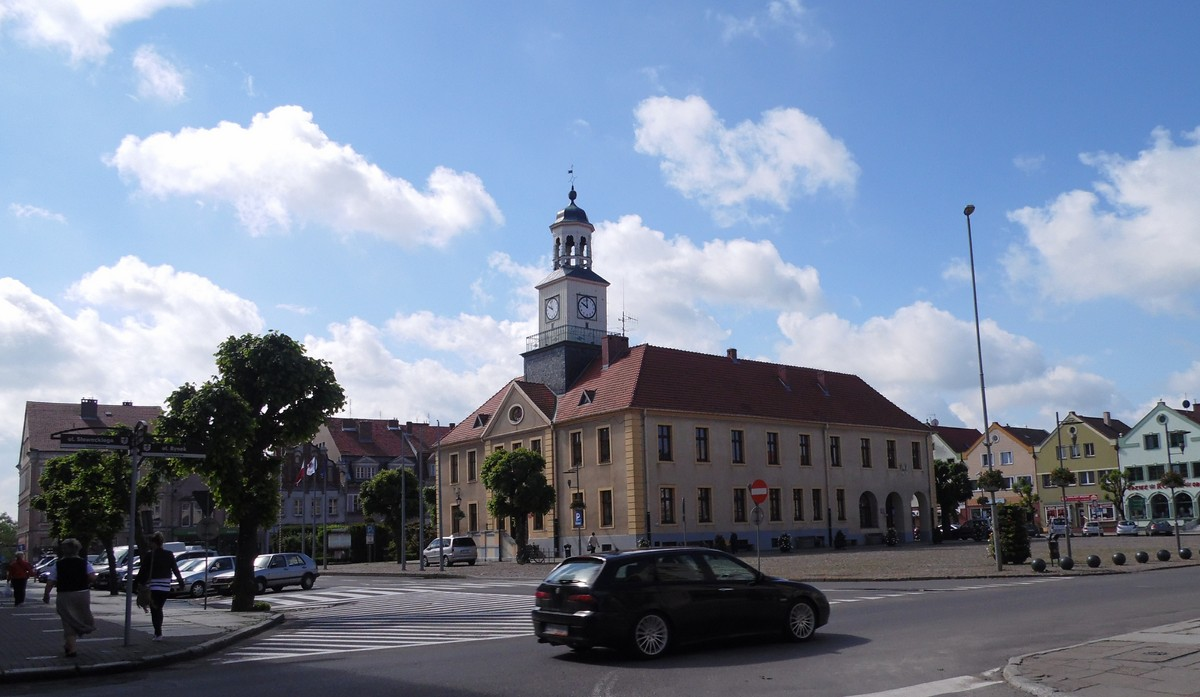
Ратуша